# ردود فعل مقتل جمال خاشقجي
مقتل جمال خاشقجي هي عمليّة قتلٍ أو اغتيال وقعت في 2 أكتوبر 2018، في القنصلية السعودية في إسطنبول بتركيا. ظل مقتل جمال خاشقجي غير رسمي، حتى صدر بيان من النيابة العامة السعودية في 20 أكتوبر 2018، أثبت الحادثة وكشف عن ظروف الوفاة. استنكر غالبية المجتمع الدولي هذه الحادثة.
لمدة 18 يومًا، أنكرت السعودية مقتل جمال خاشقجي في القنصلية، قبل الإشارة إلى أن فريقًا من العملاء السعوديين قد تجاوز أوامرهم بالقبض عليه عندما نشأ صراع أدى إلى وفاته. وقالت تركيا إنها تعتقد أن عملية القتل كانت متعمدة ووافقت عليها الحكومة السعودية، وطلبت تسليم المشتبه بهم.
أعرب رئيس الولايات المتحدة، دونالد ترامب، عن دعمه للحكومة السعودية في الحكم على المذنب. أدى ذلك إلى إثارة ضجة من الحزبين في الكونغرس، الأمر الذي هز أسس العلاقة الأمريكية السعودية الوثيقة مع دعوات لتعليق المبيعات العسكرية.
دعت معظم الدول التي ليس لها صلة مباشرة بالمملكة العربية السعودية إلى إجراء تحقيق شفاف وإدانة القتل. البلدان ذات العلاقات المباشرة وصفتها بأنها حملة إعلامية ضد المملكة العربية السعودية.

## المملكة العربية السعودية
عندما اندلعت أنباء اختفاء خاشقجي، زعمت المملكة العربية السعودية أنه غادر القنصلية ونفت وجود أي معرفة بمصيره. نشرت وسائل الإعلام التركية أدلة تشير إلى أن خاشقجي لم يخرج من القنصلية. ونفت المملكة العربية السعودية أي تورط في القضية. دعا المجتمع الدولي السلطات السعودية بمزيد من الوضوح في القضية. في الوقت نفسه، واصلت السلطات التركية تسريب الحقائق من التحقيق الجاري في القضية التي دحضت المطالبات السعودية. وقعت المملكة العربية السعودية تحت ضغط اقتصادي وسياسي غير مسبوق من المجتمع الدولي للكشف عن الحقائق في هذه القضية.
في 19 أكتوبر، اعترف المسؤولون السعوديون بأن خاشقجي توفي داخل القنصلية نتيجة الخنق بعد مشاجرة. وصفها وزير الخارجية السعودي بأنها «عملية مارقة» وفي 25 أكتوبر، صرح المدعي العام السعودي أن الأدلة المقدمة من تركيا تشير إلى أن المشتبه بهم تصرفوا بنية متعمدة.

### إنكار التورط الأولي
في 3 أكتوبر، ادعى المسؤولون السعوديون أن خاشقجي قد خرج من القنصلية على قيد الحياة، وأنه لم يكن في القنصلية ولا في الحجز السعودي. حيث أنكروا أي معرفة بمصيره. أدعى ولي العهد السعودي الأمير محمد بن سلمان أن خاشقجي غادر القنصلية بعد زيارتها بفترة قصيرة.
في 8 أكتوبر، نشر الأمير خالد بن سلمان، شقيق ولي العهد والسفير السعودي لدى الولايات المتحدة، رسالة تفيد بأن خاشقجي قد اختفى بعد مغادرته القنصلية. أفادت صحيفة «عرب نيوز» الصادرة باللغة الإنجليزية في 10 أكتوبر 2018 أن الأمير خالد «يدين» التسريبات الخبيثة والشائعات القاتمة المحيطة باختفاء خاشقجي «وأن» التقارير التي تشير إلى أن جمال خاشقجي قد فقد في القنصلية السعودية في إسطنبول أو أن سلطات المملكة قد احتجزته أو قتلته كاذبة على الإطلاق، ولا أساس لها من الصحة". هددت المملكة العربية السعودية بالانتقام "إذا كانت [مستهدفة] بأي عمل". كتب تركي الدخيل، رئيس قناة العربية المملوكة للسعودية ومقرها في دبي، قائلاً: "إذا غضب الرئيس ترامب بواقع 80 دولارًا من النفط، فلا ينبغي لأحد أن يستبعد أن يرتفع السعر إلى 100 دولار و 200 دولار للبرميل أو ربما يتضاعف هذا الرقم. «ومع ذلك، قالت السفارة السعودية في واشنطن إن الدخيل لا يمثل الموقف الرسمي للمملكة العربية السعودية، وقال خالد الفالح، وزير الطاقة السعودي، إن بلاده» ستواصل دور الممثل المسؤول والحفاظ على استقرار أسواق النفط" ". تعد المملكة العربية السعودية أكبر دولة مصدرة للنفط في العالم.
أكد مكتب الإدعاء العام في المملكة العربية السعودية أن «إنتاج إشاعات أو أخبار وهمية [تفيد بأن الحكومة السعودية متورطة في اختفاء خاشقجي] والتي من شأنها التأثير على النظام العام أو الأمن العام أو إرساله أو إعادة توجيهه عبر وسائل التواصل الاجتماعي أو بأي وسيلة تقنية» يعاقب عليها «بخمسة أعوام وغرامة قدرها 3 ملايين ريال». علّق تويتر عددًا من حسابات الروبوت التي يبدو أنها تنشر تغريدات مؤيدة للسعودية حول اختفاء خاشقجي.
ادعت قناة العربية أن التقارير عن اختفاء خاشقجي داخل القنصلية السعودية قد تم دفعها من قبل قطر. وفقًا لصحيفة عكاظ السعودية اليومية، تمتلك قطر «50% من ملكية صحيفة [واشنطن] بوست وأن لها تأثير على اتجاهها التحريري». ادعت صحيفة اليوم السعودية أن أعضاء فرقة الموت المزعومة كانوا في الواقع من السياح.

### الاعتقالات
في 19 أكتوبر، ذكرت واشنطن بوست أن المملكة العربية السعودية اعتقلت 18 شخصًا لهم صلة بالقضية دون تسميتهم. حافظت على موقفها وهي تنكر تورط الأمير محمد بن سلمان أو الملك سلمان. طردت المملكة العربية السعودية خمسة مسؤولين من كبار الرتب بسبب تورطهم المزعوم في القضية، بما في ذلك سعود القحطاني، وأحمد عسيري، نائب رئيس جهاز المخابرات السعودي ومساعد رئيس الاستخبارات العامة لشؤون الاستخبارات اللواء الطيار محمد بن صالح الرميح، اللواء عبد الله بن خليفة الشايع، رئيس الموارد البشرية في المخابرات العامة؛ كما تم إقالة مدير الإدارة العامة للأمن والحماية برئاسة الاستخبارات العامة اللواء رشاد بن حامد المحمادي.
أفادت وكالة الأنباء السعودية الرسمية ببيان المدعي العام، بناءً على التحقيق الأولي، وجد أن المشتبه بهم سافروا إلى اسطنبول لمقابلة خاشقجي، لأنه أبدى اهتمامًا بالعودة إلى المملكة العربية السعودية. مزيد من النقاشات مع خاشقجي، «تطورت بطريقة سلبية... أدت إلى قتال وخلافات بين بعضهم البعض... المشاجرة تفاقمت حتى أدت إلى وفاته ومحاولتهم إخفاء وتغطية ما حدث..»
في 9 نوفمبر، قال الأمير تركي الفيصل، رئيس المخابرات السعودية السابق، إن المملكة «لن تقبل أبدًا» بإجراء تحقيق دولي في مقتل خاشقجي.
في 10 نوفمبر، ذكرت رويترز نقلاً عن مصادر في المخابرات أنه لا يوجد ما يشير إلى اعتقال أي مشتبه فيه.
تمت محاكمة أحد عشر شخصًا، يواجه خمسة منهم أحكامًا بالإعدام. ويعتقد أن ماهر عبد العزيز مطرب وأحمد العسيري، من بينهم، وكذلك صلاح محمد الطبيقي، الذي اتفق مع العديد من المتهمين الآخرين، على إقرار بالذنب. يبدو أن سيف سعد القحطاني ليس قيد المحاكمة.
في مايو 2019، ناشد خطيبة خاشقجي خديجة جنكيز الولايات المتحدة ودول غربية أخرى لمعاقبة المملكة العربية السعودية من خلال العقوبات والتحقيق الدولي. قالت إن السلطات السعودية لم تعيد رفات جثة خاشقجي حتى الآن، مما حرمه من «الدفن والجنازة الكريمة التي يستحقها».

## تركيا
طالب الرئيس رجب طيب أردوغان الحكومة السعودية بتقديم دليل على إدعاءاتها بأن خاشقجي قد غادر القنصلية حيًا، وهو أمر لم تقم الشرطة بالقبض عليه. صرح نيل كويليام، زميل أبحاث بارز في برنامج تشاتام هاوس للشرق الأوسط وشمال إفريقيا، لـ بيزنس إنسايدر بأن «طبيعة الاستجابة التركية تشير إلى أنهم على استعداد لتزويد السعوديين بالخروج من الأزمة - على الأقل تزويدهم بـ خارج الطريق المنحدر - ولكن بالنظر إلى الرد السعودي أو عدمه، تواصل السلطات تبادل المزيد والمزيد من التفاصيل.»
قال السياسي نعمان كورتولموش، من حزب العدالة والتنمية الحاكم، «ليس من الممكن للحكومة السعودية أن تخلص من هذه الجريمة إذا تم تأكيدها».
في 23 أكتوبر، تحدث الرئيس أردوغان لأول مرة علنًا عن اغتيال خاشقجي. لقد كان خطابًا طال انتظاره أمام البرلمان التركي. قدم أردوغان وصفًا دقيقًا للجريمة من وجهة النظر التركية، من اللحظة التي دخل فيها خاشقجي القنصلية في 2 أكتوبر. ورفض الإدعاء السعودي بأنه «قتل عرضي» وذكر أن تركيا لديها أدلة قوية لإثبات أنها كانت «جريمة قتل سياسي متعمد» و «جريمة قتل شرسة». أوضح أردوغان أيضًا أن الأمر بالنسبة له لم يتم تسويته باعتقال 18 سعوديًا، 3 منهم موظفون في القنصلية في إسطنبول حيث ذكر: «إلقاء اللوم في مثل هذه القضية على بعض مسؤولي الأمن والمخابرات لن يرضينا أو يرضي المجتمع الدولي». وأضاف أيضًا أنه يجب محاكمة السعوديين الثمانية عشر المعتقلين في إسطنبول. لم يشكك بصدق الملك سلمان. في خطابه، لم يذكر أردوغان ذات مرة ولي العهد، المشتبه في أمره بالقتل. أثبت خطابه أن الأزمة مع الرياض لم تنته بعد.
في 26 أكتوبر، قدم مكتب المدعي العام في إسطنبول طلبًا لتسليم المتهمين الثمانية عشر في القضية. طلب الرئيس أردوغان من السعوديين الكشف عن مكان الجثة. وقال أيضًا إن المشتبه بهم يجب أن يواجهوا المحاكمة في تركيا. صرح وزير الخارجية ميفلوت شافوغلو للصحفيين بأنه يريد أن يعرف مكان جثة خاشقجي: «هناك جريمة هنا، ولكن هناك أيضًا حالة إنسانية، الأسرة تريد أن تعرف وتريد أداء واجبها الأخير»، في إشارة إلى الأسرة ويأمل الأصدقاء في دفن جثة خاشقجي.
في 31 أكتوبر، قيل إن مدعيًا تركيًا قال إن خاشقجي خُنِق فور دخوله مبنى القنصلية، وأن جسده قد تم تقطيعه والتخلص منه. كان هذا أول اتهام من قبل مسؤول تركي. ربما تم وضع جسده في الحمض، وفقا للمسؤولين الأتراك.
في 10 نوفمبر، صرح أردوغان أن التسجيلات الصوتية المتعلقة بالقتل قُدمت إلى بريطانيا وفرنسا وألمانيا والمملكة العربية السعودية والولايات المتحدة للحفاظ على ضغط المجتمع الدولي على المملكة العربية السعودية.
في 24 يناير 2019، أعلنت تركيا أنها ستبدأ تحقيقًا دوليًا في مقتل خاشقجي واتهمت الولايات المتحدة بالتستر. ويتعين أن يترأس لجنة التحقيق أغنيس كالامارد، مقرر الأمم المتحدة الخاص المعني بحالات الإعدام خارج نطاق القضاء أو بإجراءات موجزة أو الإعدام التعسفي.

## الأمم المتحدة
في 18 أكتوبر 2018 في مؤتمر صحفي في الأمم المتحدة، طالبت أربع مجموعات رئيسية لحقوق الإنسان بتحقيق مستقل من الأمم المتحدة في اغتيال خاشقجي. دعت لجنة حماية الصحفيين، ومنظمة العفو الدولية، ومنظمة هيومن رايتس ووتش، ومراسلون بلا حدود، الأمين العام للأمم المتحدة أنطونيو غوتيريس إلى تعيين محقق. يجب السماح لفريق الأمم المتحدة بالوصول الكامل إلى أي مواقع والسماح له بمقابلة الشهود أو المشتبه بهم دون تدخل. يتعين على المملكة العربية السعودية أن تتنازل فورًا عن الحصانة الدبلوماسية، وعلى تركيا تسليم جميع الأدلة التي بحوزتها، بما في ذلك السجلات الصوتية والمرئية التي يزعم المسؤولون الأتراك أنها تكشف عن مقتل خاشقجي. وأشارت شيرين تادروس، رئيسة مكتب منظمة العفو الدولية في نيويورك، إلى سجل حقوق الإنسان في المملكة العربية السعودية: «لم يحدث هذا الحادث في فراغ. جمال خاشقجي ليس حالة شاذة. حدث ذلك في سياق حملة قمع متزايدة على المعارضة منذ يونيو 2017 عندما تولى ولي العهد محمد بن سلمان منصبه.»

## الوطن العربي
ذكرت قناة الجزيرة في 13 أكتوبر أن "العالم العربي يبقى صامتًا ... حيث لم يكن هناك أي رد فعل رسمي من أي حكومة عربية، ولا أي إدانة من وسائل الإعلام العربية". موقع إخباري آخر، ميدل إيست أي، نشر في 15 أكتوبر "الصمت إلى حد كبير حتى يوم الأحد، خرج القادة العرب علنًا لدعم المملكة بعد أن هدد الرئيس الأمريكي دونالد ترامب" بالعقاب الشديد ".
- جامعة الدول العربية: في 14 أكتوبر، أدانت الجامعة العربية أي ضغط سياسي مطبق على المملكة العربية السعودية وذكرت في رد رسمي «من غير المقبول إطلاقًا، في سياق العلاقات بين البلدان، تخفيف العقوبات الاقتصادية كسياسة أو أداة لتحقيق سياسية الأهداف». [41]

- البحرين: أصدرت وزارة الخارجية البحرينية بيانًا مفاده أن السعودية «هي الأساس الضروري لأمن واستقرار العالمين العربي والإسلامي والأساس المتين والركيزة القوية للاستقرار في المنطقة». [41]

- مصر: قال أحمد حفيظ، المتحدث باسم وزارة الخارجية المصرية، إن «مصر تؤكد مجددًا دعمها للمملكة في جهودها ومواقفها المتعلقة بهذا الحدث.» [41]

- جيبوتي: أعربت جمهورية جيبوتي عن تضامنها الكامل مع المملكة الشقيقة وأدانت الحملة الإعلامية ضد المملكة العربية السعودية.[42]

- لبنان: رئيس الوزراء سعد الحريري، الذي كان هو نفسه في عام 2017 يُزعم أنه اختطف وأجبر على الاستقالة في المملكة العربية السعودية، [43][44] قال في بيان إنه يقف تضامنًا مع المملكة العربية السعودية «في مواجهة الحملات التي تستهدفها».[41] وفقًا لما قاله رامي جورج خوري، أستاذ الصحافة في الجامعة الأمريكية في بيروت، «إن حالة جمال خاشقجي، للأسف، ليست سوى قمة جبل الجليد ... سيكون فقط المثال الأكثر دراماتيكية لاتجاه كان مستمر لمدة 30 إلى 40 سنة على الأقل، ولكنه تصاعد تحت [ولي العهد السعودي محمد بن سلمان]».[45]
  -  حزب الله: زعيم حزب الله، حسن نصر الله قال في خطاب: «أخبر الحكام السعوديين أن هذا هو الوقت المناسب لاتخاذ موقف جريء وشجاع ووقف الحرب على اليمن... بدأ الغطاء الدولي لحربهم على اليمن للتفتت، خاصة بعد حادثة خاشقجي. لم تكن صورة المملكة في العالم أسوأ على مدار 100 عام.»[46][47]

- الأردن: قالت وزيرة الإعلام جمانة غنييمات في بيان صحفي إن الأردن يقف مع المملكة العربية السعودية في مواجهة أي شائعات وحملات تستهدفه دون الاعتماد على الحقائق.[48][49]

- الكويت: «الكويت تعارض كل الاتهامات والحملات غير القانونية التي تستهدف المملكة العربية السعودية فيما يتعلق بقضية الصحفي جمال خاشقجي»، كما جاء في بيان صادر عن مجلس الوزراء الكويتي في 15 أكتوبر.[50] في 24 أكتوبر، أكد نائب وزير الخارجية الكويتي خالد الجارالله دعم الكويت للمملكة العربية السعودية. وقال «لذلك نحن ندعم إخواننا في المملكة، وندين الحملة الظالمة والقذف التي تتعرض لها».[51]

- موريتانيا: أصدرت وزارة الخارجية الموريتانية بيانًا «أكدت فيه العلاقات العميقة التي تربطها بالمملكة العربية السعودية، واصفة إياها بأنها شقيقة وراسخة وتدين بشدة حملة المزاعم الخبيثة ضد المملكة العربية السعودية».[52] أكدت الجمهورية الإسلامية «ثقتها في القضاء السعودي وقدرته واستعداده للوصول إلى الكشف عن جميع الظروف المحيطة بالحادث، ومحاسبة المتورطين».[53]

- المغرب: كان المغرب واحدًا من الدول العربية القليلة التي لم تقدم الدعم للمملكة العربية السعودية بسبب اغتيال خاشقجي. في 27 نوفمبر 2018 رفض الملك محمد السادس حضور محمد بن سلمان.[54] طلبت البلاد إلى أجل غير مسمى الاجتماع الثالث عشر لاجتماع اللجنة المغربية السعودية المشتركة.[55]

- عُمان: "اتبعت السلطنة البيان الذي أدلت به المملكة العربية السعودية الشقيقة بشأن النتائج الأولية للحادث المأساوي الذي وقع مع المواطن جمال خاشقجي. ورحبت السلطنة بشفافية إجراءات المملكة في هذا الشأن. وفق بيان وزارة الخارجية العمانية في 21 أكتوبر.[56]

- فلسطين: قال الرئيس محمود عباس في بيان إن «فلسطين كانت - وستظل - إلى جانب المملكة العربية السعودية.»[41]

- قطر: الناطق الرسمي باسم وزارة الخارجية لولوة راشد الخاطر قال إن اغتيال جمال خاشقجي يجب أن يكون بمثابة دعوة للاستيقاظ: «مهما حاولنا شرحه، بطريقة ما لم يحدث ذلك، لكن الآن بشكل خاص بعد هذا الخلاف مع كندا وقبل ذلك مع [اختطاف] رئيس الوزراء اللبناني، بدأ الناس يدركون أن هذا أصبح نمطًا بطريقة ما وبدأوا في فهم ما مررنا به، ولهذا السبب أقول قضية خاشقجي] هي دعوة للاستيقاظ للجميع.»[57][58]

- تونس: في 26 و 27 نوفمبر 2018، وسط رحلة محمد بن سلمان الأولى إلى الخارج بعد اتهامه بإصدار الأوامر باغتيال خاشقجي، واجه غضبًا عامًا أثناء زيارته إلى تونس.[59] ورافقت الاحتجاجات تصريحات من النقابات التونسية وعشرات جماعات المجتمع المدني تشجب زيارة ولي العهد محمد باعتبارها «هجومًا على مبادئ» الربيع العربي الذي اشترى الديمقراطية وحرية التعبير إلى تونس. منذ أن بدأت حركة الربيع العربي في أواخر عام 2010 في تونس، والتي أطاحت بحكامها الراسخين في المنطقة، مرت تونس بمرحلة انتقالية ديمقراطية وهي واحدة من الدول العربية القليلة التي سمحت للمظاهرات. كانت هذه الاحتجاجات الأولى في العالم العربي ضد ولي العهد السعودي محمد بن سلمان.[60][61][62]

- الإمارات العربية المتحدة: نصح وزير الدولة للشؤون الخارجية أنور قرقاش بعدم زعزعة الاستقرار واستهداف المملكة سياسياً والتأثير الذي قد تسببه في المنطقة، وذكر أن «تداعيات الاستهداف السياسي للمملكة العربية السعودية ستكون وخيمة بالنسبة لأولئك الذين يؤججونها. يبقى أن نجاح المملكة العربية السعودية هو ما تريده المنطقة وشعبها.»[41] أثنت الحكومة الإماراتية على قبول وفاة خاشقجي من المملكة العربية السعودية وإجراءات اعتقال المسؤولين عنها وتقديمهم إلى العدالة.[63]

- اليمن: قال الرئيس عبد ربه منصور هادي، الذي يعيش في المملكة العربية السعودية منذ عام 2015، إن «الاستهداف السياسي والإعلامي الرخيص للمملكة العربية السعودية لن يمنعها من مواصلة دورها الريادي في العالمين العربي والإسلامي».[41]

## أفريقيا
- جنوب إفريقيا: رحبت حكومة جنوب إفريقيا «بالتفاعل الدبلوماسي المستمر بين جمهورية تركيا والمملكة العربية السعودية، وكذلك بالتحقيق الذي يسعى في هذه المسألة.» [64]

## آسيا
- الصين: قالت هوا تشون ينغ، المتحدثة باسم وزارة الخارجية الصينية، إن القتل «حادث مؤسف» ويجب التحقيق فيه بشكل صحيح.[65]
- إندونيسيا: قال الرئيس جوكو ويدودو إنه «يشعر بقلق عميق» إزاء مقتل خاشقجي وأنه يريد إجراء تحقيق شفاف. التقى ويدودو بوزير الخارجية السعودي عادل الجبير في القصر الرئاسي في مدينة بوجور بجاوة الغربية. نقل وزير خارجية إندونيسيا عقب الاجتماع مخاوف ويدودو. قال الوزير، ريتنو مارسودي، للصحفيين إن «الرئيس يشعر بقلق عميق إزاء قضية خاشقجي وتأمل إندونيسيا أن يكون التحقيق الجاري شفافًا ودقيقًا.»[66]
- إيران: قال الرئيس حسن روحاني إن المملكة العربية السعودية ما كانت لتقتل الصحفي البارز جمال خاشقجي دون حماية أمريكية: «لا أحد يتخيل أننا في عالم اليوم، نشهد مثل هذا القتل المنظم ولا أعتقد أنه من دون الحصول على دعم من الولايات المتحدة، فإن أي دولة تجرؤ على ارتكاب مثل هذه الجريمة» [67][68][69] اتهم وزير الخارجية الإيراني محمد جواد ظريف وزارة الخزانة الأمريكية بإعلان عقوبات جديدة على إيران «لتحويل» الانتباه عن مقتل الصحفي.[70][71] أكد المدير العام للشؤون الدولية بالبرلمان حسين أمير عبد اللهيان أن السعودية باعتبارها منتهكة لحقوق الإنسان يجب أن تُسقط من مجلس حقوق الإنسان التابع للأمم المتحدة.[72] قال عضو البرلمان علاء الدين بوروجردي إنه ينبغي على القيادة السعودية أن تحاكم أمام المحكمة الدولية لدورها المزعوم في الجريمة.[73] قال آية الله العظمى ناصر مكارم الشيرازي: «قتل الصحفي على يد عائلة آل سعود المدعومة من الغرب يثبت أن مزاعم احترام الغرب لحقوق الإنسان هي مجرد سراب».[74]
- إسرائيل: قال رئيس الوزراء بنيامين نتنياهو إن عملية القتل كانت «مروعة ويجب التعامل معها على النحو الواجب»، بينما زعم «أنه من المهم للغاية بالنسبة لاستقرار المنطقة والعالم أن تبقى المملكة العربية السعودية مستقرة»، ويجب أن يكون هناك توازن بين هذين الأمرين لمواجهة «المشكلة الأكبر» لإيران.[75] اتهم السفير الإسرائيلي في الولايات المتحدة، رون ديرمر، تركيا وقطر «بالضغط بشدة لتدمير العلاقات مع السعودية» وأكد على أهمية السعودية والولايات المتحدة. «العلاقة الاستراتيجية».[76]
- اليابان: صرح كبير أمناء مجلس الوزراء يوشيهيد سوجا في مؤتمر صحفي بأن وفاة جمال خاشقجي «مؤسف للغاية»، وفقًا لوكالة الأنباء اليابانية كيودو. صرح سوجا بأن اليابان «تأمل بقوة في اكتشاف مبكر للحقيقة والردود الشفافة والعادلة» من خلال التحقيق الذي أجرته تركيا في القضية.[77]
- ماليزيا: قال رئيس الوزراء مهاتير محمد إن مقتل الصحفي السعودي جمال خاشقجي كان عملاً «قاسياً للغاية» وكان غير مقبول. وقال إن ماليزيا لا تدعم قتل منتقدي الحكومة، حيث قال: «هذه قسوة شديدة، وهذا أمر غير مقبول. لدينا أيضًا أشخاص لا نحبهم، لكننا لا نقتلهم».[78]
- باكستان: صرح رئيس الوزراء عمران خان أنه على الرغم من القتل، يجب على باكستان إعطاء الأولوية لعلاقات جيدة مع السعودية بسبب الأزمة الاقتصادية. وأضاف أيضًا أن العقوبات الأمريكية ضد إيران تؤثر على باكستان المجاورة، قائلاً «آخر ما يحتاجه العالم الإسلامي هو صراع آخر. إدارة ترامب تتجه نحو هذا الاتجاه.» [79] قام محمد بن سلمان بزيارة دولة لباكستان في فبراير 2019 لتعزيز العلاقات.[80] خلال هذه الزيارة، تمت مراقبة والتحقق من الصحفيين الذين قاموا بتغيير صورهم المعروضة على وسائل التواصل الاجتماعي إلى صورة جمال خاشقجي من قبل وكالة التحقيقات الفيدرالية لجرائم الإنترنت. تم الكشف لاحقًا عن قيام الحكومة بإرسال مسؤولين إلى وسائل الإعلام المختلفة لوصف قواعد الاشتباك للصحفيين الذين يجب عليهم الالتزام بهذه الرسالة.[81]

## أوقيانوسيا
- أستراليا: أدان رئيس الوزراء سكوت موريسون الوفاة وأعلن أن الدبلوماسيين الأستراليين لن يحضروا قمة الأعمال في الرياض. وقال:

«إننا نشجب مقتل جمال خاشقجي. نتوقع من الحكومة السعودية أن تتعاون بشكل كامل مع السلطات التركية فيما يتعلق بالتحقيق في هذا الأمر. ستقف أستراليا مع جميع الدول الأخرى التي تشاطرها الرأي في إدانة هذا القتل، ونتوقع أن يكون هناك تعاون كامل. سوف يتم إلقاء القبض على الذين تم اعتقالهم من خلال العملية الصحيحة. ونتوقع أن يتم كشف الحقيقة من خلال تلك العملية وأن يتحمل المسؤولون عنها المسؤولية.»
- نيوزيلندا: أدانت حكومة نيوزيلندا رسميًا عملية القتل. في بيان لها، قال وزير الخارجية وينستون بيترز، «مع تأكيد الوفاة، نعرب عن خالص تعازينا لعائلة السيد خاشقجي وأصدقائه. ويجب أن يتحمل المسؤولون عن وفاته المسؤولية». في نفس البيان، أعلن وزير التجارة ديفيد باركر أن نيوزيلندا لن تشارك في مبادرة الاستثمار في المستقبل في الرياض.[83]

## أمريكا الجنوبية
- الأرجنتين: في الفترة التي سبقت قمة مجموعة العشرين بوينس آيرس 2018، في 30 نوفمبر - 1 ديسمبر 2018، حيث كان من المقرر حضور محمد بن سلمان آل سعود، تم حث سلطات الإدعاء الأرجنتينية على اتخاذ إجراءات ضده.[84][85] يعترف دستور الأرجنتين بمبدأ الاختصاص القضائي العالمي لجرائم الحرب والتعذيب، وعلى هذا الأساس تمكن القاضي الإسباني بالتاسار غارزون من الأمر بالقبض على الديكتاتور التشيلي المدعوم من الولايات المتحدة أوغستو بينوشيه في لندن في عام 1998.[86] في 26 نوفمبر 2018، وافق القاضي الفيدرالي في بوينس آيرس، أرييل ليجو، على الأمر الذي قدمته مجموعة الدفاع عن حقوق الإنسان (هيومن رايتس ووتش).[87] بدأ المدعي الفيدرالي راميرو غونزاليس في دراسة دور بن سلمان في الجرائم المرتكبة ضد الإنسانية في التدخل الذي تقوده المملكة العربية السعودية في اليمن، والذي قد يواجه مسؤولية جنائية بسبب دوره كوزير للدفاع السعودي، مزاعم بأن نشطاء حقوق المرأة تعرضوا للتعذيب على أيدي النظام السعودي بالكهرباء والجلد، وتورطه في اغتيال خاشقجي، والذي خلصت إليه وكالات الاستخبارات الغربية، بما في ذلك وكالة المخابرات المركزية الأمريكية.[88][89][90]

طلب القاضي أرييل ليجو رسميًا من وزارة خارجية الأرجنتين في 29 نوفمبر 2018 أن تطلب معلومات من تركيا واليمن والمحكمة الجنائية الدولية في لاهاي. كما طلب من وزارة الخارجية تقديم معلومات حول الوضع الدبلوماسي محمد بن سلمان والحصانة.